# 1. B HVL 2006.
1. B ligu, drugi rang hrvatskog vaterpolo prvenstva za 2006. godinu je osvojio klub UPAS Jadrograd iz Pule

## Ljestvice i rezultati

### Konačni poredak
1. UPAS Jadrograd Pula
2. Zagreb
3. ZPK Zagreb
4. Pula
5. Jadran Kostrena
6. Coning Varaždin
7. Biograd (Biograd na Moru)
8. Osijek
9. Delfin Rovinj

## Poveznice
- 1. HVL 2005./06.
- 2. HVL 2006.
- 3. HVL 2006.